# الجباهنة العيايدة (أولاد عيسى)
الجباهنة العيايدة هو دُوَّار يقع بجماعة السهول، عمالة سلا، جهة الرباط سلا القنيطرة في المملكة المغربية. ينتمي الدوّار لمشيخة أولاد عيسى التي تضم 3 دواوير. يقدر عدد سكانه بـ 650 نسمة حسب الإحصاء الرسمي للسكان والسكنى لسنة 2004.

## روابط خارجية
- البوابة الوطنية للجماعات الترابية
- المندوبية السامية للتخطيط